# Jeanne Auclair
Jeanne Auclair, née Jeanne Courtemanche, aussi connue sous Jeanne Auclair Courtemanche (née le 13 novembre 1924 à Montréal), est une artiste canadienne multidisciplinaire de Montréal, Québec. Elle est réputée pour ses peintures, tapisseries, marionnettes et mosaïques.

## Biographie
Jeanne Courtemanche est née le 13 novembre 1924 à Montréal et a été baptisée le même jour à la paroisse St-Jacques-le Majeur à Montréal. Elle est la fille de Wilfrid Courtemanche, épicier-boucher et de Elosia Choinière.
De 1942 à 1947, Jeanne Courtemanche est formée à l'École des beaux-arts de Montréal, notamment sous la direction d'Alfred Pellan.
En 1945, elle illustre les journaux pour enfants Claire et François, ainsi que des livres pour enfants.
Dans les années 40 et au début des années 50, Jeanne Courtemanche côtoie la troupe de théâtre les Compagnons de Saint-Laurent qui fut fondée par Roger Varin et le père Émile Legault et fait partie d'un mouvement d’organisation de loisirs appelé l’Ordre de Bon-Temps également fondé par Roger Varin. De cette période, Jeanne Auclair a écrit une série de trois articles intitulée C’est notre histoire : Ordre de Bon Temps publiée en 2005 et 2006 dans la revue Québec Folklore.
De 1953 à 1955, Jeanne Courtemanche commence sa carrière à l’atelier des décors de Radio-Canada. Elle contribua avec plusieurs autres collaborateurs dont Edmondo Chiodini et Marielle Chevrier à la confection des décors et des marionnettes de l’émission Pépinot et Capucine.
Le 25 août 1956, Jeanne Courtemanche épouse Louis Auclair à l’église St-Nicolas dans le quartier Ahuntsic à Montréal. À la suite de ce mariage, elle utilisera le nom d'artiste Jeanne Auclair. Jeanne Courtemanche s'associe artistiquement à son conjoint, Louis Auclair. Ensemble, ils réalisent d'importantes décorations murales dans les édifices québécois, entre 1956 et 1965.
Jeanne Auclair et d’autres artistes ont créé en 1959 les murs de mosaïques pour le hall d’entrée du Séminaire de Saint-Sulpice de Montréal. En 1963, elle reçoit le mandat de décorer le Centre Professionnel de Montréal,.
Vers 1998, Jeanne Auclair a créé son propre site Internet jeanneauclair.com dans lequel on pouvait en apprendre davantage sur sa vie et ses œuvres. Ce site Internet fut en opération pendant près d'une vingtaine d'années mais depuis il a été désactivé.
En 2007, l’une des peintures de Jeanne Auclair a été utilisée pour la couverture du livre d’André Myre : Pour l'avenir du monde.
Du 19 juin au 7 septembre 2008, une exposition intitulée Jeanne Auclair, artiste et artisane a été tenue au Musée des maîtres et artisans du Québec et un catalogue de l’exposition fut publié.
En 2015, Jeanne Courtemanche Auclair publie son autobiographie Imagine ! Crée !.
Le 21 mars 2017, dans le cadre de l’émission radiophonique Gravel le matin et pour souligner la Journée mondiale de la marionnette, Jeanne Courtemanche-Auclair, 92 ans, raconte à Hugo Lavoie comment elle a participé à la deuxième saison de la toute première émission de la télévision de Radio-Canada, Pépinot et Capucine.
Du 24 août au 24 septembre 2022, une exposition rétrospective de la carrière de Jeanne Auclair Courtemanche est organisée par l’entremise de Danielle Belliveau (conseillère en hébergement de sa résidence) et de Sergio Gutiérrez, président fondateur de l’organisme Artistes en arts visuels du nord de Montréal (AAVNM). L'artiste elle-même, Jeanne Auclair Courtemanche alors âgée de 98 ans, était présente lors de l'exposition.